# Finanskrisen i Sverige 1990–1994

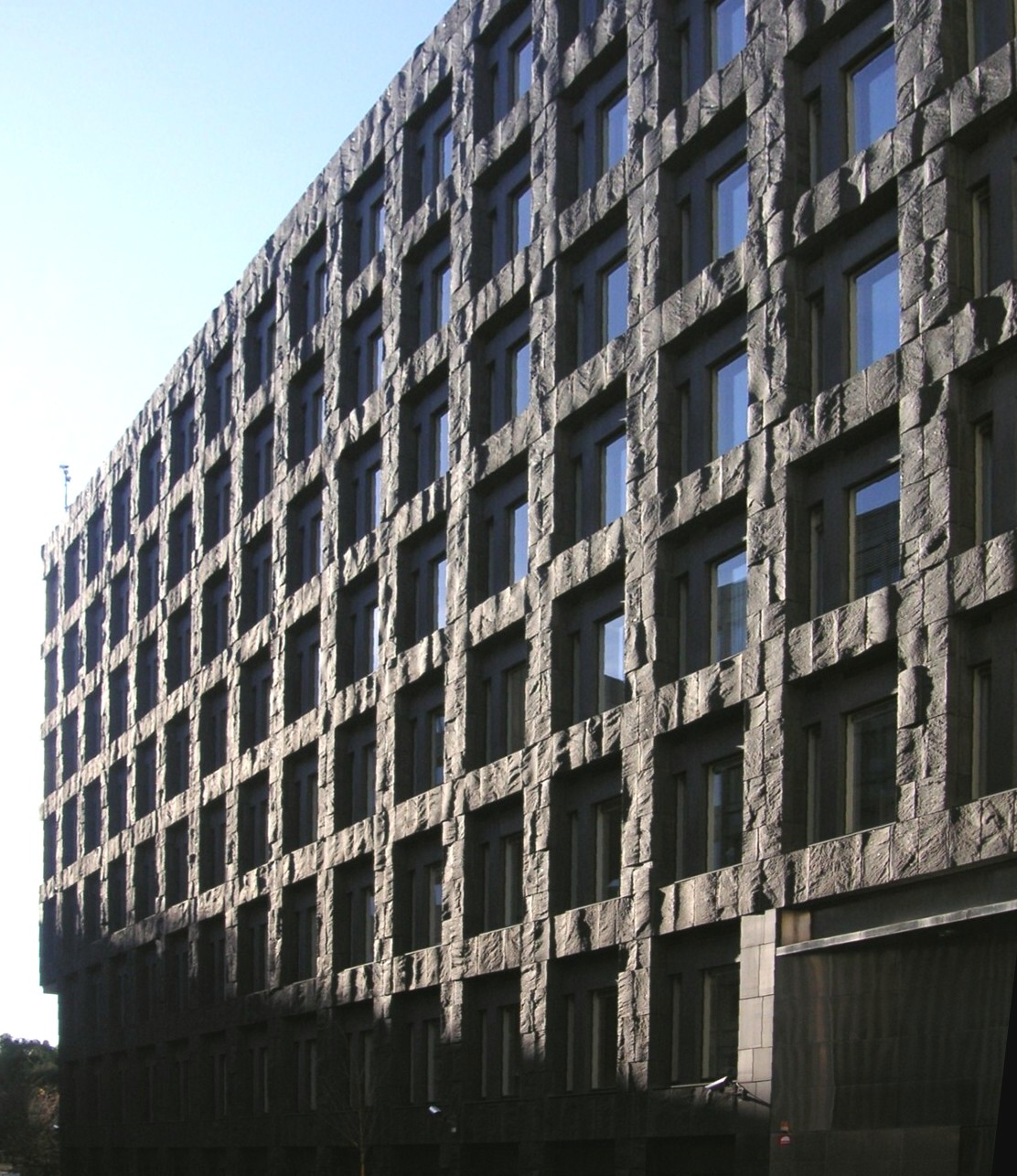
Riksbankens kontor

Bank-, finans- och fastighetskrisen i Sverige 1990–1994 var en kris på 1990-talet som till viss del berodde på avskaffade kreditmarknadsregler för bostadsmarknaden, men främst statens kontroll av valutan. Krisen berörde fastighets- och finansmarknaden samt banksektorn. I kombination med fast kronkurs, valutaspekulation, skattesänkningar, samt en växande offentlig sektor, gav krisen upphov till sviktande offentliga finanser.

## Sammanfattning
Bank-, finans- och fastighetskrisen i Sverige på 1990-talet grundlades redan från cirka 1986–1990 med de nya villkor som rådde i bankvärlden, bland annat avskaffades kreditmarknadsregleringar som tidigare begränsat utlåningen. [källa behövs]
Bankerna lånade ut till finansbolag som i sin tur lånade ut till fastighetsbolag. [källa behövs]
Regeringen genomförde flera reformer som alla bidrog till krisen, bland annat en friare finansmarknad, ändrat ränteavdrag, samt reformer som egentligen främst syftade till att gå från ett tillstånd av hög till låg inflation.[källa behövs]
Fastighetskrisen kan sägas ha brutit ut när finansbolaget Nyckeln ställde in betalningarna 1990 och drog med sig både finansbolag och banker i fallet. 1991 kom Asken på ekonomiskt obestånd vilket gjorde att Nordbanken 1993 blev statligt genom att banken övergick till bankstödsnämnden. Några som förlorade mycket pengar var Erik Penser och Anders Wall.[källa behövs]
Krisen berörde framförallt de kommersiella fastigheterna som tappade omkring två tredjedelar av värdet, men slog även igenom på priset på villor och bostadsrätter, som i vissa fall tappade nästan lika mycket men vissa bara 15–20 % eller mindre av värdet.[källa behövs]
1992 havererade den fasta växelkursen till följd av valutaspekulation. För att försvara kronkursen höjdes marginalräntan mycket kort, mellan 16 september och 21 september, till 500 % . En stor del av valutaspekulationen var att vanliga företag tappade förtroendet för kronkursen och förde för säkerhets skull ut pengar för att säkra kommande utlandsbetalningar.[källa behövs]
Sverige höll sig kvar vid fast växelkurs något längre än exempelvis Storbritannien, Italien och Finland.[källa behövs]
1994 byttes marginalräntan till reporänta (repa, av engelska repurchasing agreement) – som fortfarande används i Sverige.[källa behövs]
1994 kan fastighetskrisen sägas vara över, men det tog åtskilliga år efter detta för priserna att återhämta sig.[källa behövs]

## Bakgrund
Bankkrisen kan sägas ha grundlagts redan den 21 november 1985 med det beslut som togs av riksbankschef Bengt Dennis, med stöd från finansminister Kjell-Olof Feldt,  att släppa på de kreditmarknadsregleringar som tidigare begränsat utlåningen. I princip innebar detta att banker och finansinstitut över en natt fick låna ut hur mycket pengar man ville, eftersom Riksbanken hade gjort sig av med medlet att styra kreditgivningen. Före den så kallade Novemberrevolutionen hade regeln att utlåningen högst kunde öka med summan av den förväntade inflationen plus den förväntade tillväxten gällt. Under 1980-talet skulle det resultera i att utlåningen skulle kunna öka 8–10  % om året utan att ekonomin kom i obalans och inflationen steg. Tidigare hade en för hög inflation kompenserats med devalvering av kronan, vilket hade skett på 1970- och 1980-talen. 
Bankerna lånade ut till ett snabbt växande antal finansbolag som i sin tur lånade ut till fastighetsbolag. Den totala utlåningsvolymen ökade mycket snabbt med 50 %, vilket förbättrade lönsamheten i bankerna. Tidigt ifrågasatte exempelvis ekonomie doktor Lars Wohlin, VD för Stadshypoteket 1982–96, beslutet. Men även Stadshypotek emitterade för 300 miljoner kronor redan samma dag som regleringarna avskaffades.
Under 1980-talet hade de fundamentala faktorerna för investeringar i kommersiella lokaler förbättrats. Exempelvis ökade antalet kontorsanställda med 3 % om året under 1980-talet. Detta innebar att det innan krisen varit en lång tid av sjunkande vakanser, högre hyror och därmed stigande fastighetspriser och en tro från marknaden om en fortsatt god värdeutveckling. Bankerna beviljade krediter främst utifrån en marknadsvärdering av fastighetsportföljen istället för en analys av bolagens återbetalningsförmåga, det vill säga hur mycket kassa som rörelsen genererade.
Under 1980-talet fördubblades nybyggandet och i Stockholm steg kontorshyrorna med omkring 260 % från 1980 till 1989. Fastighetspriserna i Stockholm steg med 790 % under samma period, medan övriga Europa hade en stegring på omkring 290 %. Trots att hyrorna började sjunka under början av 1990 fortsatte fastighetspriserna att stiga i vad vissa senare skulle kalla en fastighetsprisbubbla.
Fastigheter köptes för summor sådana att hyresinkomster minus driftskostnader inte på långa vägar täckte räntorna. Likaså nybyggdes fastigheter även om hyresinkomsterna inte täckte räntorna. Man räknade med att värdeuppgångar skulle ge vinst. 
Sammantaget ledde detta till en alltför stor utlåning, och nybyggnationer belånades med nästan 100 %. Marginalerna var små. Många visste redan på förhand att upplägget var dömt att misslyckas, men eftersom det fanns pengar att tjäna lånade många bolag så mycket som gick.

## Fastighetskrisens händelseförlopp, orsak och verkan
Fram till 1990 kan sägas att Sverige inte var påverkat av någon finanskris, men det skulle dock snabbt komma att ändras av ett antal händelser.
På en fastighetsdag ordnad av tidningen Fastighetsvärlden 17 maj 1990, hölls ett seminarium med docenten i ekonomi, Claes Hägg, som konstaterade att svenska fastigheter borde falla 30 till 40 % i värde. Efter seminariet var det flera som reagerade med att sälja av delar av sitt fastighetsbestånd och på så sätt räddade sitt kapital men det skulle inte dröja länge förrän priserna på allvar började gå nedåt långt mer än Claes Hägg befarat.
Första effekten av krisen var när finansbolaget Nyckeln ställde in betalningarna; Fastighetsbolaget Allhus ägare Leif Nordqvist hade lånat 700 miljoner kronor av finansbolaget Nyckeln för att bygga kontorsfastigheten Elephant & Castle i London och när Allhus ställde in betalningarna till Nyckeln fick det i sin tur Nyckeln att ställa in betalningarna till bland annat Gotabanken. Förlusterna uppgick till 3 miljarder kronor. Leif Nordquist sade senare i Dagens Industri att "Vi borde ha låtit bli utlandet. Men på den här tiden betedde sig svenskarna som vildar när de köpte utomlands. Det var bara att lyfta telefonen och få ett lån".
Skattereformen 1990/91 gjorde plötsligt att avdragsrätten för räntor minskade från 50 till 30 %, vilket således ledde till en fördubbling av räntekostnader. Detta ledde till en ytterligare minskning av fastighetsvärdena och slog mot både kommersiella och privata fastigheter. Detta ökade pressen på antalet fastighetsbolag som inte klarade av betalningarna.
Under krisåren 1990–93 minskade BNP med 5 %. Men till skillnad mot vad man kan tro så steg hushållens reala inkomster med 6 % åren 1990–1993 och 7 % åren 1990–1995 och de nominella räntorna sjönk under början av 1990-talet. Krisen kan nog heller inte sägas orsakas av ett ras för exporten utan berodde till stor del på kreditgivning till fastighetsbranschen. Bankerna ökade kraftigt utlåningen till framförallt kontorsfastigheter med stigande priser som följd. 
Den allmänna meningen strax före kraschen var att fastigheter av "god kvalitet" (det vill säga i bra lägen i storstäder) skulle klara prisfallet bäst medan landsortsfastigheter beräknades få mest stryk. Detta antagande visade sig dock felaktigt då prisfallet på kommersiella fastigheter i Stockholm blev runt 70–80 % medan landsortsfastigheterna föll mindre än hälften. Villor och bostadsrätter påverkades av prisfallet, i vissa fall tappade de nästan lika mycket som kommersiella fastigheter men ibland bara så lite som 15–20 %.
Ser man på statistik från Statistiska centralbyrån, SCB, finner man att priserna på fastigheter gick ner såsom följer :
|      | Fastighetsprisindex, år 1981 = 100 | Fastighetsprisindex, år 1981 = 100 | Fastighetsprisindex, år 1981 = 100 | Fastighetsprisindex, år 1981 = 100 | Årlig förändring i procent | Årlig förändring i procent | Årlig förändring i procent | Årlig förändring i procent |
| År   | Småhus för permanentboende         | Fritidshus                         | Hyreshus                           | Konsumentpriser                    | Småhus för permanentboende | Fritidshus                 | Hyreshus                   | Konsumentpriser            |
| ---- | ---------------------------------- | ---------------------------------- | ---------------------------------- | ---------------------------------- | -------------------------- | -------------------------- | -------------------------- | -------------------------- |
| 1989 | 181                                | 191                                | 264                                | 168                                | 17,5                       | 15,1                       | 21,8                       | 6,3                        |
| 1990 | 203                                | 216                                | 314                                | 185                                | 12,2                       | 13,1                       | 19,1                       | 10,1                       |
| 1991 | 217                                | 253                                | 319                                | 203                                | 6,9                        | 17,1                       | 1,6                        | 9,7                        |
| 1992 | 197                                | 225                                | 277                                | 207                                | -9,2                       | -11,1                      | -13,2                      | 2,01                       |
| 1993 | 175                                | 205                                | 238                                | 217                                | -11,2                      | -8,9                       | -14,1                      | 4,8                        |
| 1994 | 183                                | 215                                | 267                                | 222                                | 4,6                        | 4,9                        | 12,2                       | 2,3                        |
| 1995 | 184                                | 215                                | 262                                | 227                                | 0,5                        | 0,0                        | -1,3                       | 2,3                        |
| 1996 | 185                                | 219                                | 272                                | 229                                | 0,5                        | 1,9                        | 3,9                        | 0,9                        |

Sviterna av finans- och fastighetskrisen var en kraftigt fallande konsumtion, massarbetslöshet och under slutet på krisen även en sparchock, som innebar att sparandet ökade kraftigt vilket ledde till en minskad konsumtion. Medan andra länder klarade sig lindrigare undan kom perioden av vissa att klassificeras som en mindre depression.
1994 kan fastighetskrisen sägas vara över, men det tog åtskilliga år efter detta för priserna att återhämta sig. 
Skattebetalarna bidrog med 64 miljarder kronor i stöd via bankstödsnämnden, i folkmun och media ibland kallad "bankakuten".
På två år gick nära tusen fastighetsbolag i konkurs. Fastighetsbranschen omstrukturerades radikalt där bankerna kom att bli ägare till stora fastighetsportföljer via så kallade pantvårdsbolag. Flera av Sveriges största fastighetsbolag i dag har bildats som en del av statens och bankernas omstrukturering och utförsäljning av sina fastigheter, till exempel Kungsleden, Castellum, Diligentia och Norrporten.

## BNP under perioden
Efter att ha haft en positiv tillväxt mätt i BNP sedan 1981–1982, minskade Sveriges BNP tre år i följd.
| 1990–1991 | -1,3 %  |
| 1991–1992 | -2,01 % |
| 1992–1993 | -1,8 %  |

Inte sedan andra världskriget uppvisade ekonomin i Sverige en sådan stor och långlivad – tre år – nedgång som under 1990-talets finanskris. Krisen begränsades inte till finans och fastigheter utan påverkade ekonomin som helhet.

## Investeringar i datorer minskade drastiskt
Enligt en analys utförd av George A. Berglund publicerad i Computer Sweden 1992, sjönk investeringarna drastiskt avseende datorer i svenskt näringsliv, utom i finans- och banksektorn, den del av industrin som skapat krisen . Redan under 1993 normaliserades investeringarna åter.

## Försvaret av fast växelkurs 1992
Händelsen inträffade under bank- och finanskrisen.
Från 1992, när den fasta växelkursen havererade fick Sverige en flytande växelkurs. Detta innebar den tredje stora förändringen i valutasystemet på 1900-talet, där det första valutasystemet var guldmyntfoten som övergavs 1931 för att kort ersättas med en växelkurs bunden till det brittiska pundet och som sedan ersattes av det mer bestående Bretton Woodssystemet 1951.
För att försvara kronkursen höjdes under en knapp vecka marginalräntan till 500 %. Marginalräntan påverkade dock inte låntagarna direkt och detta förlopp var såpass kortvarigt att påverkan på bomarknaden bör ha varit ringa.[källa behövs]
Finland släppte sin koppling till ECU den 8 september, och Italien devalverade 13 september. På kvällen 16 september lämnade Bank of England det västeuropeiska valutasamarbetet, pundet flöt, och dagen efter släppte Italien försvaret av liran. För att försvara kronkursen höjde Riksbanken på kvällen 16 september 1992 under en kort period marginalräntan till 500 %.
Räntan sattes så högt för att de som spekulerade i valutan genom att sälja lånade kronor skulle finna det olönsamt även om en devalvering av kronan skedde inom loppet av några dygn. Dåvarande finansminister Anne Wibble stödde Riksbanken i försvaret av kronan då hon ansåg att kostnaderna för att överge den fasta växelkursen var för höga.
Den 20 september presenterades ett första krispaket och 30 september ett andra.
När valutaspekulationen fortsatte under mitten av november gav Riksbanken till slut upp försvaret av kronan och eftermiddagen 19 november "flöt" kronan.

## Bankkrisen

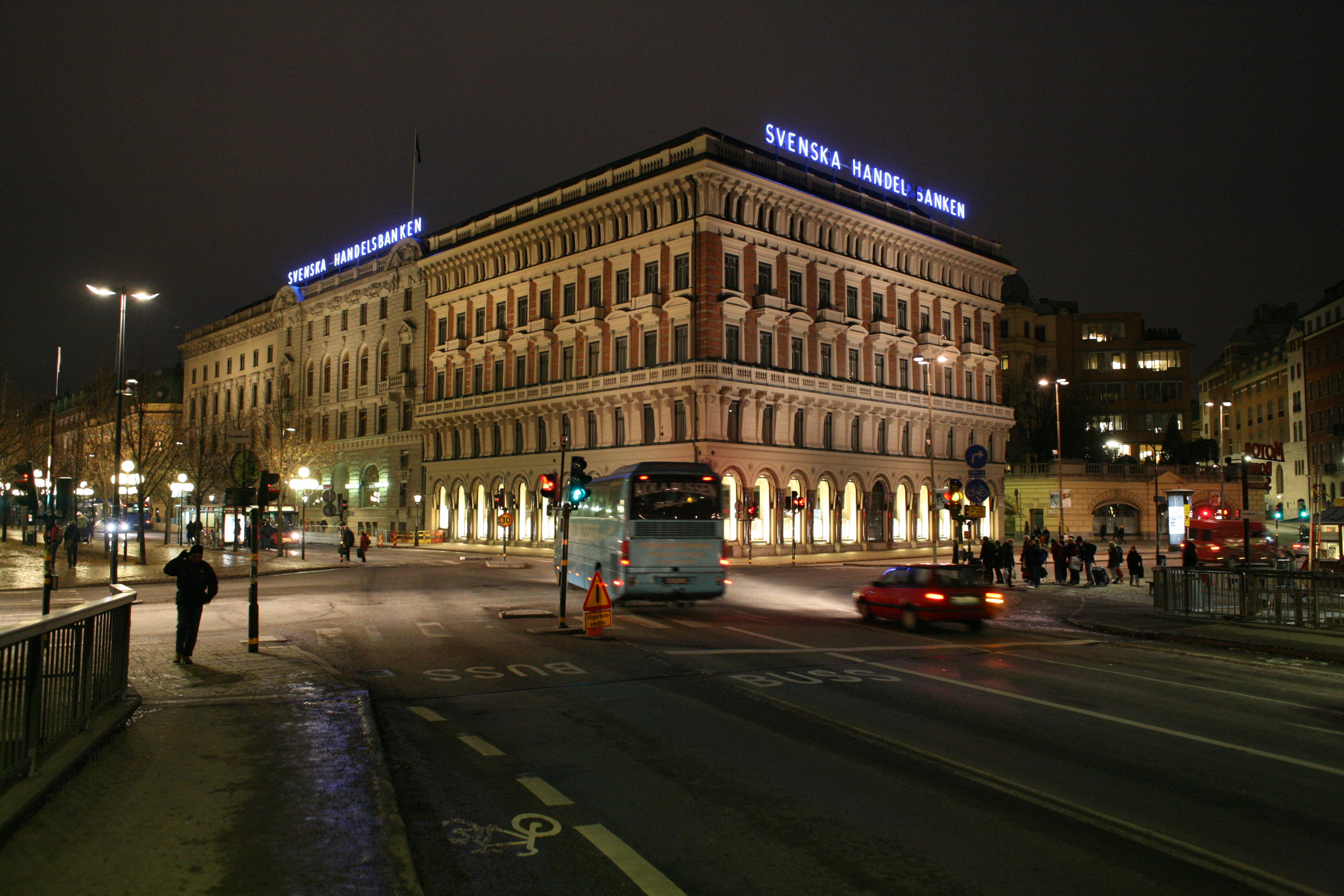
Handelsbankens huvudkontor vid Kungsträdgården

Bankernas kreditförluster mellan 1990 och 1993 var enligt professor Johan Lybeck 179 miljarder kronor, varav skattebetalarna stod för 65 miljarder – främst till Nordbanken och Götabanken. 50 miljarder kronor fick bankernas ägare stå för genom lägre avkastningar medan bankernas kunder genom sämre sparräntor och högre låneräntor antas fått stå för det resterande.
- Nordbanken (numera Nordea) förvärvades i sin helhet av staten för att förhindra banken att gå omkull. Banken hade år 1989 fusionerats med PKbanken. Staten pumpade in 65 miljarder i affären, dock bedömdes banken ha ett visst värde varför förlusten antas ha kostat skattebetalarna omkring 35 miljarder kronor. Nordbanken köpte därefter den konkursmässiga Gotabanken. När Nordbanken inte klarade kapitaltäckningskravet på 8 % genomfördes en nyemission på 5,2 miljarder kronor, varav staten tecknade 4,2 miljarder. I samband med detta ökade Statens ägarandel från 70 till 77 %. Senare såldes Nordbanken, i ett då bättre börsklimat, och staten återfick en stor del av pengarna.

- Skandinaviska Enskilda Banken (SEB) begärde först hjälp av staten om stöd för att klara situationen, men klarade sig till slut undan konkurs utan statligt ingripande genom att öka vidden mellan in- och utlåningsräntan, vilket innebar att förlusten vältrades över på bankens låntagare. Banken hade lite tur med att marknadsräntan gick ned. Då sänkte man inlåningsräntan, medan utlåningsräntan sänktes bara för kunder med svårigheter vilket medförde att kreditförlusterna kunde skrivas ned.[källa behövs]

- Första Sparbanken drabbades av betydande kreditförluster och uppfyllde ej kapitaltäckningskravet på 8 %, Sparbankernas Bank var villig att garantera likviditetstillförseln varför banken ej initialt behövde stöd från skattebetalarna. Då detta inte visade sig räcka lämnade staten ett borgensåtagande på 4,2 miljarder kronor till sparbanksstiftelsen. Som säkerhet tog staten 70 % av sparbanksstiftelsernas aktier i pant. Slutligen fusionerades Första Sparbanken in i Sparbanken Sverige.

- Föreningsbanken klarade sig relativt helskinnat, men fick del i den så kallade kapitaltäckningsgarantin.

- Handelsbanken var den bank som klarade sig bäst genom krisen.

Av storbankerna var det endast SEB och Handelsbanken som klarade sig utan statliga kapitalinjektioner, men bägge bolagen gick till sina ägare och begärde mer kapital efter att den värsta krisen var över. SEB tog in 5,3 miljarder och Handelsbanken 2,6 i nyemissioner under hösten 1993. När krisen var som värst sjönk börskurserna för de bägge bankerna i storleksordningen 85-95 procent, men återhämtade sig igen efter att nyemissionerna genomförts. Utlåningen sjönk under krisen och det dröjde till 1998 innan den totala bankutlåningen var tillbaka på 1992 års nivåer.

## Kronologi
- Under 1980-talet fördubblades nybyggandet i Stockholm
- 1980–1989 steg fastighetspriserna med nära 800 % i Stockholm
- Finansbolaget Nyckeln startade krisen 1990 och orsakade förluster på 3 miljarder
- 1990/91 minskade avdragsrätten för räntor från 50 till 30 %
- Många kommersiella fastigheter tappade två tredjedelar av sitt värde.
- Riksbankens marginalränta var 1992 under någon vecka hela 500 %.
- Riksbanken och Riksgäldskontoret har räknat ut att försvaret av kronan kostade 25 miljarder kronor. Andra beräkningar talar om kostnader uppåt 100 miljarder kronor. (källa: https://web.archive.org/web/20140822063716/http://www.bgf.nu/sh/november.html, med hänvisning till SvD den 14/9 -2002)
- Den fasta växelkursen övergavs för en flytande 1992
- 1992/93 var bankernas genomsnittliga nominella utlåningsränta till hushåll drygt 15 % och inflationen drygt 2 %
- Skattebetalarna bidrog med 64 miljarder kronor i stöd (via bankstödsnämnden) för att täcka bankernas förluster
- På två år gick nära tusen fastighetsbolag i konkurs
- Marginalräntan byttes mot reporänta 1994
- 1994 kan krisen sägas vara över